# 梅花路 (上海)
梅花路是中华人民共和国上海市浦东新区的一条街道，东西走向，得名于梅花。西起东绣路，东至芳甸路，全长2.4公里。

## 周边建筑物
- 花木工商所
- 中国电信上海公司浦东局张江川沙分局花木电话站

## 交会道路（东向西）
- 芳甸路
- 石楠路
- 银霄路
- 白杨路
- 海桐路

梅花路咸塘浜桥

- 玉兰路
- 牡丹支路
- 锦绣路
- 东绣路